# Artlenburger Privileg

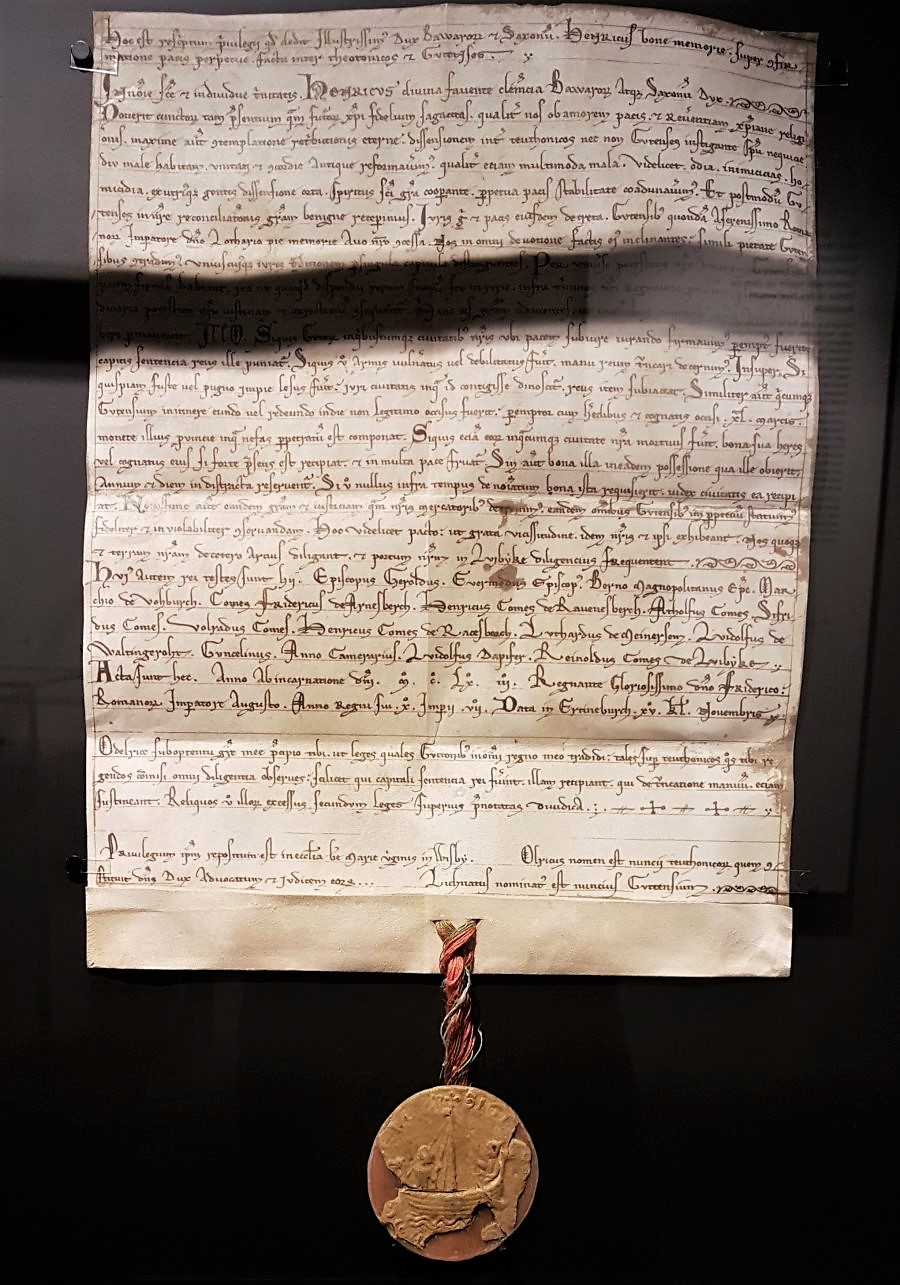
Artlenburger Privileg, 1161

Das Artlenburger Privileg ist eine Urkunde Heinrichs des Löwen von Sachsen vom 18. Oktober 1161. Die Urkunde wurde anlässlich einer Versammlung auf der Ertheneburg am Elbübergang unterzeichnet. Sie schuf einen Ausgleich zwischen den in der Ostsee Handel treibenden Kaufleuten der Insel Gotland und denen der damals von Heinrich stark geförderten Stadt Lübeck. 
Die Dauer und der Anlass des wohl um 1159/60 entstandenen Streits lässt sich nicht mehr klären. Die Urkunde ist eine Rechtsschutzgarantie für die Gotländer auf der Grundlage der Reziprozität. Sie bestätigte den Gotländern die ihnen ehemals von Kaiser Lothar III. verliehenen Rechte in Sachsen. Den Kaufleuten von der Insel Gotland wurden im Lübecker Hafen bestimmte Rechte eingeräumt und garantiert, die auch den Lübeckern im Handel auf Gotland zustanden. Heinrich räumte den Gotländer Waren die Zollfreiheit in seinem Herrschaftsbereich ein. Gleichzeitig setzte er mit begrenztem Mandat einen Boten Odelrich ein, der als Aldermann der niederdeutschen Kaufleute auf Gotland amtierte, und anerkannte damit, dass die deutschen Kaufleute, die sich in der Gotländischen Genossenschaft zusammengeschlossen hatten, gemeinsame Rechte wahrnahmen. Indirekt wird das Bestehen eines Streits durch ein weiteres Privileg des Königs Waldemar I. von Dänemark an die Gotlandfahrer der Knudsgilde etwa im Jahr 1177 bestätigt. Sowohl die dänischen Kaufleute der Knudsgilde als auch die niederdeutschen Kaufleute aus Lübeck unterhielten aufgrund des Umfangs ihrer Handelsaktivitäten bereits in der zweiten Hälfte des 12. Jahrhunderts in Visby feste Häuser. In diese Zeit fällt auch der Bau des Domes zu Visby, der als deutsche Kaufmannskirche St. Marien entstand und auch als Warenlager und zur Aufbewahrung von Wertsachen von den deutschen Kaufleuten genutzt wurde.